# Astragalus catabostrychos
Astragalus catabostrychos là một loài thực vật có hoa trong họ Đậu. Loài này được I.Deml & Podlech miêu tả khoa học đầu tiên.